# The Simon and Garfunkel Collection: 17 of Their All-Time Greatest Recordings
The Simon and Garfunkel Collection: 17 of Their All-Time Greatest Recordings és un àlbum recopilatori de Simon & Garfunkel publicat fora dels Estats Units.

## Llista de cançons
Totes les cançons foren escrites per Paul Simon, excepte quan s'indiqui el contrari.
1. «I Am a Rock»
2. «Homeward Bound»
3. «America»
4. «The 59th Street Bridge Song (Feelin' Groovy)»
5. «Wednesday Morning, 3 A.M.»
6. «El Condor Pasa (If I Could)» (Daniel Alomía Robles, lletra en anglès de Paul Simon)
7. «At the Zoo»
8. «Scarborough Fair/Canticle» (tradicional)
9. «The Boxer»
10. «The Sound of Silence»
11. «Mrs. Robinson»
12. «Keep the Customer Satisfied»
13. «Song for the Asking»
14. «A Hazy Shade of Winter»
15. «Cecilia»
16. «Old Friends»/»Bookends Theme»
17. «Bridge over Troubled Water»

## Intèrprets
- Paul Simon - guitarra, vocals
- Art Garfunkel - vocals